# Схема Эйткена
Схема Эйткена — итерационный способ вычисления интерполяционного многочлена Лагранжа, позволяющий за квадратичное относительно количества узлов интерполяции время внедрять в многочлен информацию о новых точках.

## Определение
Обозначим через {\displaystyle P_{i,\dots ,j}(x)} многочлен Лагранжа, полученный интерполяцией базовых точек {\displaystyle (x_{i},y_{i}),(x_{i+1},y_{i+1}),\dots ,(x_{j},y_{j})}. Тогда верно следующее соотношение
{\displaystyle P_{i}(x)=y_{i}} (вырожденный случай, многочлен нулевой степени — константа)
{\displaystyle P_{i,\dots ,j}(x)={\frac {1}{x_{j}-x_{i}}}{\begin{vmatrix}x-x_{i}&P_{i,\dots ,j-1}(x)\\x-x_{j}&P_{i+1,\dots ,j}(x)\end{vmatrix}}}

## Доказательство
Доказательство легко произвести по индукции. Не ограничивая общности, для удобства примем {\displaystyle i=0}, {\displaystyle j=n}.
Пусть {\displaystyle P_{0,\dots ,n-1}(x)} и {\displaystyle P_{1,\dots ,n}(x)} — многочлены Лагранжа для соответствующих наборов точек. Это значит, что {\displaystyle P_{0,\dots ,n-1}(x)=\sum \limits _{i=0}^{n-1}{y_{i}\prod \limits _{j=0;j\not =i}^{n-1}{\frac {x-x_{j}}{x_{i}-x_{j}}}}} и {\displaystyle P_{1,\dots ,n}(x)=\sum \limits _{i=1}^{n}{y_{i}\prod \limits _{j=1;j\not =i}^{n}{\frac {x-x_{j}}{x_{i}-x_{j}}}}}
Если обозначить {\displaystyle A_{i}=\prod \limits _{j=0;j\not =i}^{n}{(x-x_{j})}}; {\displaystyle T_{i}=y_{i}\prod \limits _{j=0;j\not =i}^{n}{\frac {x-x_{j}}{x_{i}-x_{j}}}} и {\displaystyle X_{i}=\prod \limits _{j=1;j\not =i}^{n-1}{(x_{i}-x_{j})}}, то очевидно, что
{\displaystyle {\frac {1}{x_{n}-x_{0}}}{\begin{vmatrix}x-x_{0}&P_{0,\dots ,n-1}(x)\\x-x_{n}&P_{1,\dots ,n}(x)\end{vmatrix}}=T_{0}+T_{n}+\sum \limits _{i=1}^{n-1}{y_{i}\left({{\frac {A_{i}}{X_{i}(x_{i}-x_{n})(x_{n}-x_{0})}}-{\frac {A_{i}}{X_{i}(x_{i}-x_{0})(x_{n}-x_{0})}}}\right)}=}
{\displaystyle =T_{0}+T_{n}+\sum \limits _{i=1}^{n-1}{y_{i}{\frac {A_{i}x_{n}-A_{i}x_{0}}{X_{i}(x_{i}-x_{n})(x_{i}-x_{0})(x_{n}-x_{0})}}}=T_{0}+T_{n}+\sum \limits _{i=1}^{n-1}{y_{i}{\frac {A_{i}}{X_{i}(x_{i}-x_{n})(x_{i}-x_{0})}}}=\sum \limits _{i=0}^{n}{T_{i}}},
что совпадает с многочленом Лагранжа.

## Производительность

### Время вычисления
При известных коэффициентах многочленов {\displaystyle P_{0,\dots ,n-1}(x)} и {\displaystyle P_{1,\dots ,n}(x)} вычисление многочлена {\displaystyle P_{0,\dots ,n}(x)} возможно за линейное время непосредственно по формуле.
Однако, если рассматривать применение схемы Эйткена при добавлении новой точки {\displaystyle (x_{n},y_{n})} в набор базовых точек, то в этом случае {\displaystyle P_{1,\dots ,n}(x)} также будет неизвестным и его надо будет вычислить за линейное время на основе {\displaystyle P_{1,\dots ,n-1}(x)} и {\displaystyle P_{2,\dots ,n}(x)}. Для этого надо будет предварительно вычислить {\displaystyle P_{2,\dots ,n}(x)}, и так далее.
Таким образом, добавление точки возможно только за квадратичное время путём последовательного получения полиномов {\displaystyle P_{n-1,n}(x),P_{n-2,n-1,n}(x),\dots ,P_{2,\dots ,n}(x),P_{1,\dots ,n}(x)}. Если при этом в программе уже будут храниться {\displaystyle P_{1,\dots ,n-1}(x),P_{2,\dots ,n-1}(x),\dots ,P_{n-2,n-1}(x),P_{n-1}(x)}, то вычисление каждого из требуемых полиномов осуществимо за линейное относительно количества точек-параметров время. Это даёт в сумме асимптотически {\displaystyle O(n^{2})} времени для добавления новой точки и, соответственно, {\displaystyle O(n^{3})} для вычисления полинома Лагранжа по заранее заданному набору из {\displaystyle n} точек.

### Расходы памяти
Если использовать оптимальный по времени способ вычисления, то необходимым является хранение многочленов вида {\displaystyle P_{i,\dots ,n}(x)(i=0,\dots ,n)}. {\displaystyle i}-й из этих многочленов требует {\displaystyle O(n-i)} памяти для хранения коэффициентов, что требует в сумме {\displaystyle O(n^{2})} памяти.
Следует заметить, что объём памяти {\displaystyle O(n^{2})} необходим, даже если нет расчёта на последующее добавление точек — хранение многочленов {\displaystyle P_{i,\dots ,n}(x)} неизбежно по ходу расчёта самого многочлена.